# Wełdkowo
Wełdkowo (deutscher Name Groß Voldekow) ist ein Dorf in der polnischen Woiwodschaft Westpommern und gehört zur Gemeinde Tychowo (Groß Tychow) im Kreis Białogard (Belgard).

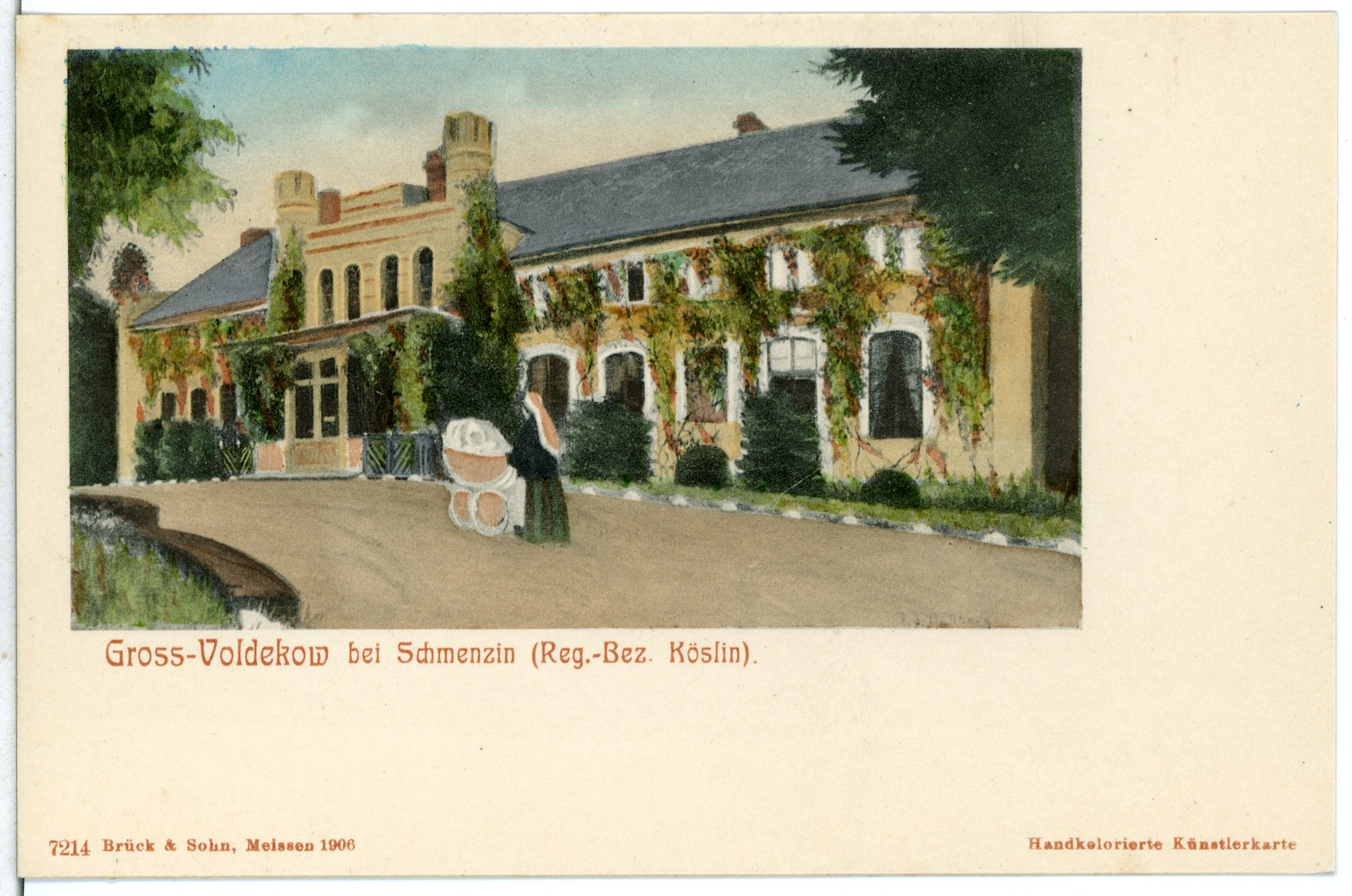
Groß Voldekow, Ansichtskarte von Brück & Sohn von 1906.

## Geografische Lage
Wełdkowo liegt 37 Kilometer südöstlich der Kreisstadt Białogard und elf Kilometer nordöstlich von Tychowo an der Woiwodschaftsstraße 169 (Białogard –) Byszyno (Boissin) – Tychowo – Głodowa (Goldbeck) (– Bobolice (Bublitz)). Die nächste Bahnstation ist Tychowo an der Bahnstrecke Szczecinek–Kołobrzeg.

## Ortskunde
Groß Voldekow war bis 1928 ein selbständiger Gutsbezirk, der dann in die neugebildete Landgemeinde Warnin (heute polnisch: Warnino) eingegliedert wurde. Die Gemeinde Warnin bildete bis 1945 zusammen mit der Gemeinde Kowalk (Kowalki) den Amts-, Standesamts- und Polizeibezirk Warnin im Amtsgerichtsbereich Belgard im Landkreis Belgard (Persante).
Anfang März 1945 wurde der Ort von russischen Truppen besetzt. Groß Voldekow kam als Folge des Krieges in polnische Hand. Die deutsche Bevölkerung wurde vertrieben, und der Ort ist nun unter dem Namen Wełdkowo Teil der Gmina Tychowo im Powiat Białogardzki.

## Kirche
Bis 1945 war Groß Voldekow in das Kirchspiel Schwellin (heute polnisch: Świelino) eingepfarrt und gehörte zum Kirchenkreis Bublitz (Bobolice) in der Kirchenprovinz Pommern der evangelischen Kirche der Altpreußischen Union. Das Kirchenpatronat oblag Rittergutsbesitzer Holtz.
Heute ist Wełdkowo in das Kirchspiel Koszalin (Köslin) in der Diözese Pommern-Großpolen der polnischen Evangelisch-Augsburgischen Kirche integriert.